# Носово (Ленінградська область)
Носово (рос. Носово) — присілок Бокситогорського району Ленінградської області Росії. Входить до складу Борського сільського поселення.
Населення — 10 осіб (2012 рік). 